# Ткач, Олег Поликарпович
Олег Поликарпович Ткач (род. 23 сентября 1967 года, г. Казатин, Винницкая обл., Украинская ССР) ― российский предприниматель, один из крупнейших издателей России, генеральный директор ЗАО «Олма медиа групп», бывший член Совета Федерации (2004-2022) от Калининградской области, Член партии «Единая Россия». С 2001 года – член правления Ассоциации книгоиздателей России, с 2002 года – заместитель генерального секретаря «Совета ассоциаций медийной индустрии».

## Биография
Родился в семье партийного работника. Отец Поликарп Ильич впоследствии председатель Винницкого облисполкома, народный депутат Украины, награждён двумя орденами Трудового Красного Знамени. Мать ― Лариса Яковлевна.
В 1974―1984 годах учился в казатинской средней школе, которую окончил с золотой медалью.
В 1984 году поступил на философский факультет МГУ. После второго курса был призван в армию (студенты большинства вузов в то время не имели отсрочки). После службы продолжил учёбу, и в 1991 году окончил философский факультет с «красным» дипломом. В том же году поступил в аспирантуру философского факультета МГУ, закончив её в 1994 году.
В 1995 году проходил стажировку на профессиональных курсах издателей Стэнфордского университета (США).
В июне 1991 года вместе с товарищем и земляком Владимиром Узуном учредил издательство «ОЛМА-ПРЕСС» (впоследствии концерн ОЛМА Медиа Групп), ставшее со временем одним из крупнейших в Европе. Медиа Групп оказывает благотворительную помощь детскому дому в городе Климовске, Фонду В. Спивакова и др.
Олег Ткач о книжном деле:

Как издатель и как отец двух детей я считаю, что пропаганда книги и чтения ― это не функция государства, а обязанность и задача издателей. Родителям важно не упустить момент и привить ребенку любовь к книге. Издатели должны заниматься этим в масштабах страны ― рассказывать, показывать, информировать, доносить до каждого. Издатели в целом формируют не только книжный рынок, то есть причину, но и следствие, жизнь образов в сознании народа. В этом контексте всех издателей считаю коллегами и собратьями по цеху, энтузиастами, романтиками, на плечах которых огромная ответственность. В итоге получается, как бы это ни звучало для кого-то амбициозно, что мы формируем новую читающую Россию, новую культуру, а не только культуру чтения.

Член правления Ассоциации книгоиздателей России. В 1998 году член Экспертного совета Русского биографического института, учредителя национальной премии «Человек года».
С 2001 года вице-президент Российского книжного союза (президент С. В. Степашин). В 2002 году избран заместителем генерального секретаря «Совета ассоциаций медийной индустрии».
В 2004 году был избран законодательным собранием Калининградской области представителем Калининградской области в Совете Федерации ФС РФ.
С января 2004 г. представлял в верхней палате законодательную власть Калининградской области, с сентября 2017 г. - исполнительную
В сентябре 2010 года полномочия О. П. Ткача как члена Совета Федерации продлены. 29 сентября 2017 года, указом Губернатора Калининградской области, наделён полномочиями члена Совета Федерации Федерального Собрания Российской Федерации от Правительства Калининградской области.
С мая по декабрь 2005 г. и с февраля 2006 г. по июнь 2010 г. был заместителем председателя комиссии СФ по информационной политике (председатель Л. Б. Нарусова), с июня 2010 г. по ноябрь 2011 г. - первым заместителем председателя комиссии по информационной политике. В 2017-2022 член Комитета СФ по экономической политике.
В сентябре 2022 года О.П. Ткач покинул должность члена Совета Федерации ФС, Губернатор Калининградской области назначил новым членом Совета Федерации ФС РФ Александра Шендерюка-Жидкова.
В 2022 году из-за поддержки нарушения территориальной целостности Украины во время российско-украинской войны находится под персональными международными санкциями  Евросоюза, США, Великобритании и ряда других стран.

## Семья
Жена ― Наталья, дочери ― Олеся и Оксана.

## Награды
- Орден Почёта (26 августа 2020 года) - за большой вклад в развитие парламентаризма, активную законотворческую деятельность и многолетнюю добросовестную работу[12].
- Орден Дружбы